# 李东福
李东福（1955年—），汉族，中华人民共和国政治人物、第十一届全国政协委员。
加入中国共产党，担任山西省教育厅厅长、省高校工委书记。2008年，当选第十一届全国政协委员，代表教育界，分入第四十组。